# شون كيسي (سياسي)
شون كيسي هو سياسي كندي، ولد في 16 مايو 1963 في سانت جونز في كندا. حزبياً، نشط في الحزب الليبرالي الكندي. في الانتخابات الاتحادية الكندية 2011 ‏، انتخب عضو مجلس العموم الكندي عن دائرة Charlottetown (electoral district) ‏ وقد انضم خلال فترته النيابية ‏ (2 مايو 2011 – 18 أكتوبر 2015) للكتلة البرلمانية الحزب الليبرالي الكندي وفي الانتخابات الفيدرالية الكندية 2015، انتخب عضو مجلس العموم الكندي عن دائرة Charlottetown (electoral district) ‏ وقد انضم خلال فترته النيابية ‏ (19 أكتوبر 2015 – ) للكتلة البرلمانية الحزب الليبرالي الكندي.

## وصلات خارجية
- الموقع الرسمي